# Pondok Kelor (Paiton)
Pondok Kelor is een bestuurslaag in het regentschap Probolinggo van de provincie Oost-Java, Indonesië. Pondok Kelor telt 3430 inwoners (volkstelling 2010).